# Ludwik Aleksy Boubert
Ludwik Aleksy Boubert, (fra) Louis-Alexis-Mathias Boubert (ur. 24 lutego 1766 w Amiens, zm. 2 września 1792 w Paryżu) – błogosławiony Kościoła katolickiego, męczennik, ofiara antykatolickich prześladowań okresu rewolucji francuskiej.
Do seminarium duchownego wstąpił po ukończeniu studiów w Paryżu ze stopniem naukowym doktora, w 1788 roku. W październiku 1791 roku otrzymał święcenia diakonatu. W okresie gdy w rewolucyjnej Francji nasiliło się prześladowanie katolików, został aresztowany w kościele św. Sulpicjusza w Paryżu, a następnie przewieziony do klasztoru karmelitów i  2 września 1792 roku został tam zamordowany. Był jednym z oddanych przez komisarza Violette`a w ręce zgromadzonego tłumu odmawiających złożenia przysięgi na cywilną konstytucję kleru, zasieczonych szablami i zakuty bagnetami, a którzy uszli z rozpoczętej wcześniej masakry w ogrodzie. Ofiary mordu zostały pochowane w zbiorowych mogiłach na terenie cmentarza Vaugirard, część z nich wrzucono do studni klasztornej, a po ekshumacji w 1867 roku ich relikwie spoczęły w krypcie kościoła karmelitów. Był jedną z ofiar tak zwanych masakr wrześniowych, w których zginęło 300 duchownych, ofiar nienawiści do wiary (łac) odium fidei.
Dzienna rocznica śmierci jest dniem, kiedy wspominany jest w Kościele katolickim.
Ludwik Aleksy Boubert znalazł się w grupie 191 męczenników z Paryża beatyfikowanych przez papieża Piusa XI 17 października 1926.